# Marché Provençal
Marché Provençal, provensalska marknaden, finns i de provensalska städerna i Frankrike. Exempelvis i Antibes, Sorgues och Bedion. Utbudet på marknaderna är brett och fullpackade av provensalska gourmet ingredienser. Det erbjuds bland annat grönsaker, frukt, fisk, glass, vin, kläder, keramik, aromatiska/provensalska kryddor och blommor. Det mesta är när- eller egenodlat och ekologiskt. Provensalerna lagar oftast enkla och lantliga maträtter, till exempel såsom grytan Daube, och är kunniga i hur råvaror används på bästa sätt.    
De provensalska kryddorna som säljs på Marché Provençal består av en obestämd blandning som ger en doft av södra Frankrike. Oftast ingår basilika, lagerblad, oregano, rosmarin, timjan och kyndel i blandningen, men vissa odlare och marknadshandlare tillsätter lavendel för att få en ”blommig” smak. Även kryddor som dragon, salvia och fänkål brukar användas i kryddblandningen. Helst ska kryddorna serveras färska, men smaken kvarstår även när kryddorna torkat. 

## Marché Provençal i Antibes
Den största och mest omtalade provensalska marknaden ligger på torget Cours Masséna i den äldsta delen av staden Antibes i Frankrike. Marknaden grundades år 1481 och är en av de äldsta marknaderna i världen. Marché Provençal i Antibes ligger under tak och är en av stadens främsta sevärdheter. Lokalbefolkningen i Antibes handlar de flesta av sina råvaror på marknaden. 
Under eftermiddagarna brukar lokala hantverkare visa upp sina keramikverk, målningar och snickerier. I omgivningen finns det gott om restauranger, kaféer, bagerier och vinbarer tillgängliga för besökarna, till exempel Gelateria Del Porto där glass med äkta ingredienser säljs. Även den franska matlagningskonsten och lokalområdets delikatesser kan besökarna ta del av, såsom Foie gras och den provensalska specialiteten Socca som tillagas i lerugn på plats. 

### Öppettider
Stånden på marknaden i Antibes har öppet mellan 06.00-13.00 i princip alla veckodagar. Måndagar från första september till 31 maj är det stängt. Varje fredag, lördag och söndag från klockan tre, med start från september till mitten av juni, är marknaden fylld av stallhållare och hantverkare som säljer diverse keramik, snickerier, målningar och skulpturer. 

### Utmärkelse
År 2017 nominerades Marché Provençal i Antibes av det amerikanska medieföretaget CNN till den nionde mest besöksvärda marknadsplatsen i världen. Motiveringen knyter sig an till den livliga atmosfären, till stånden som är fullmatade med gourmet ingredienser och till den provensalska matupplevelsen som erbjuds direkt på plats.

## Bildgalleri

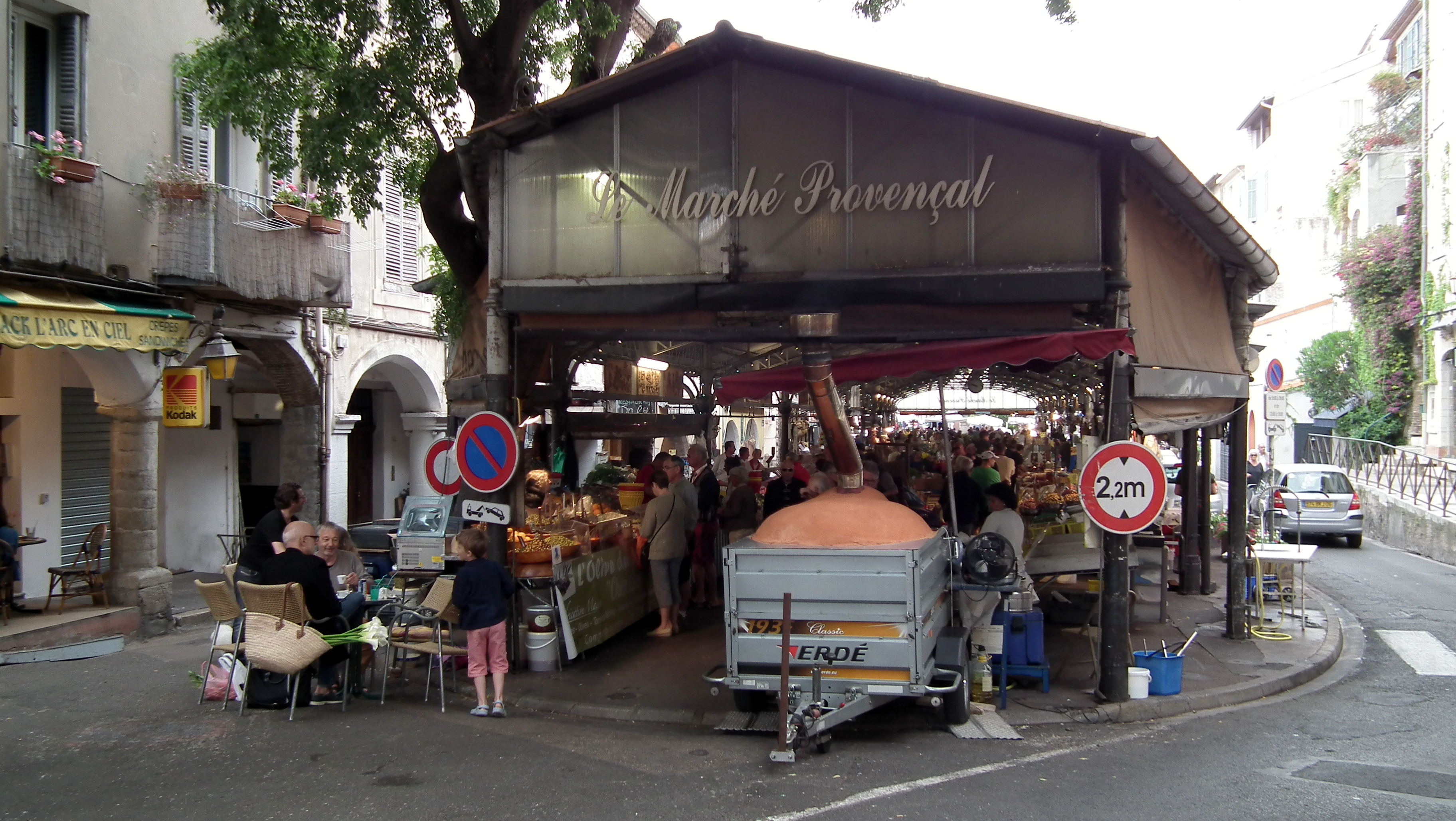
Gatuvy, Marché Provençal Antibes
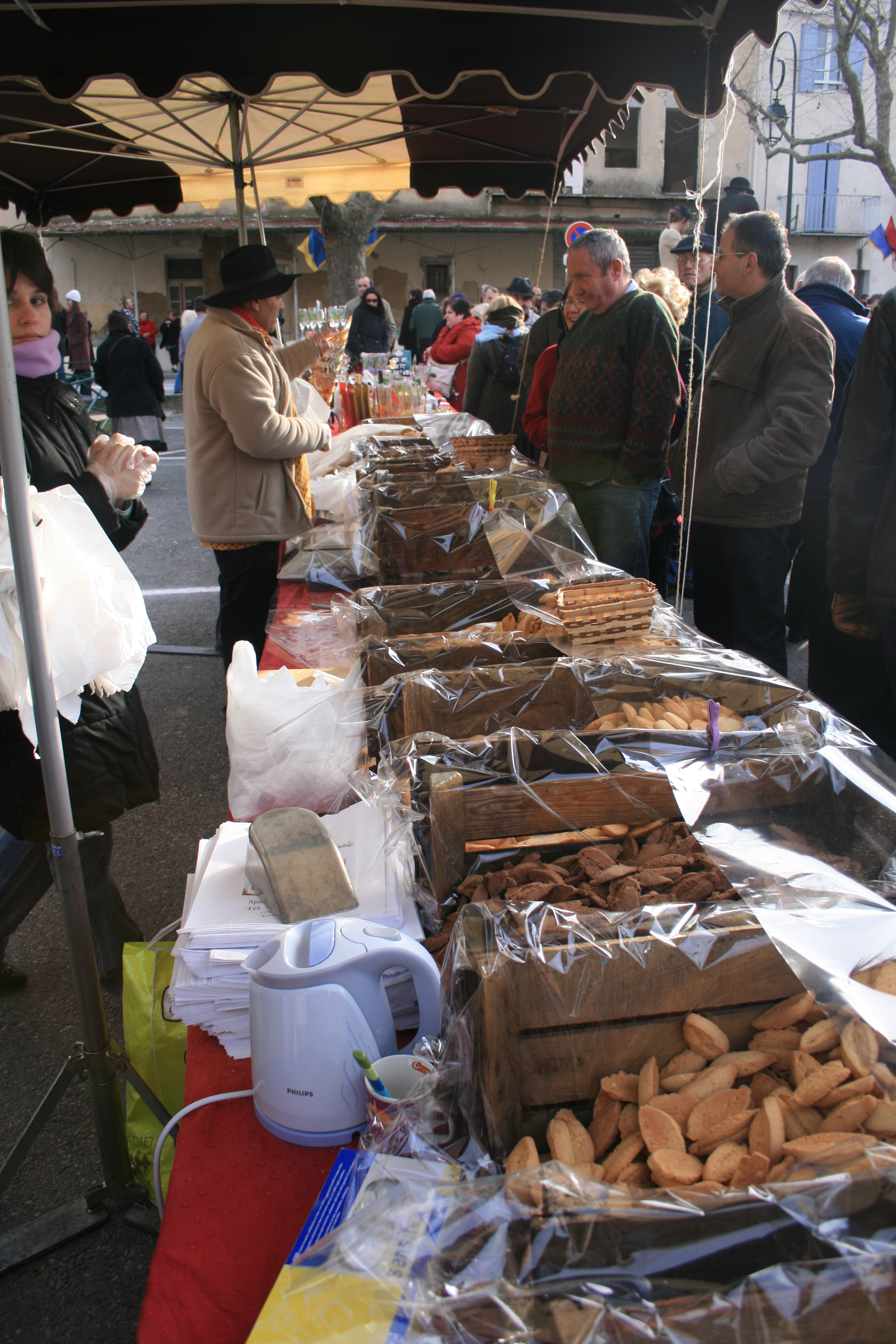
Marché Provençal Saint-Valentin de Roquemaure
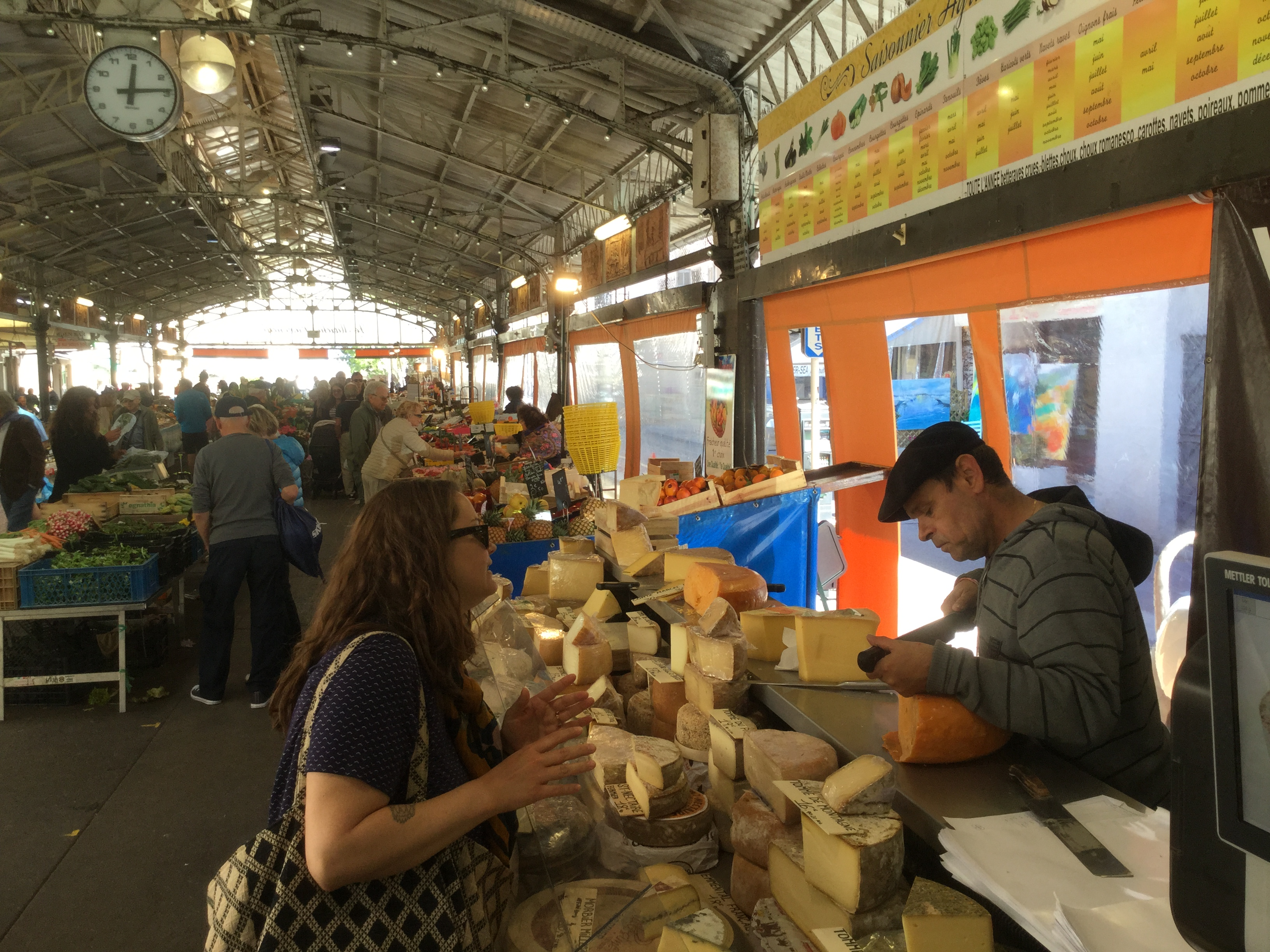
Interiör, ost
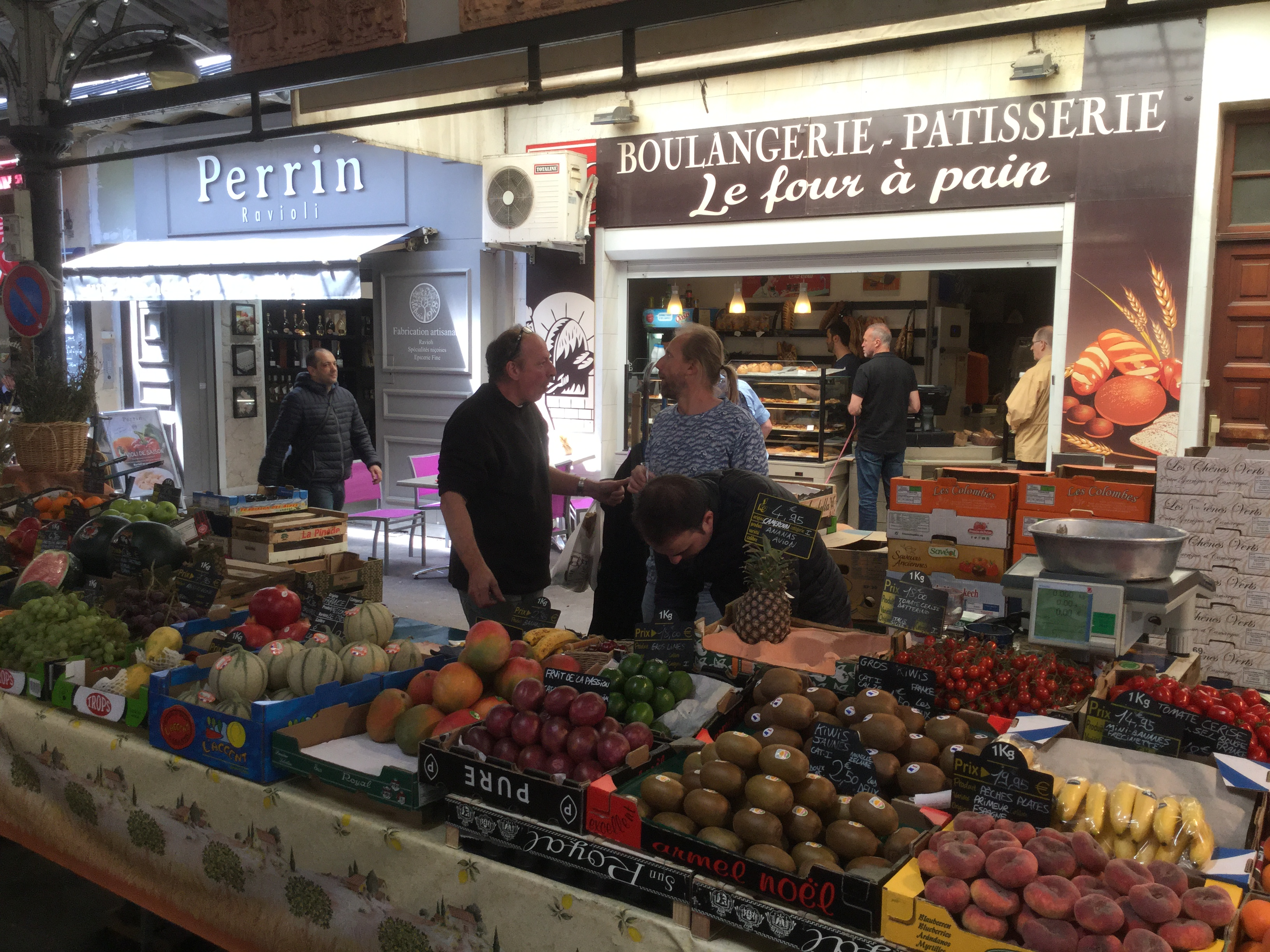
Interiör, frukt